# شنيل (نسيج)

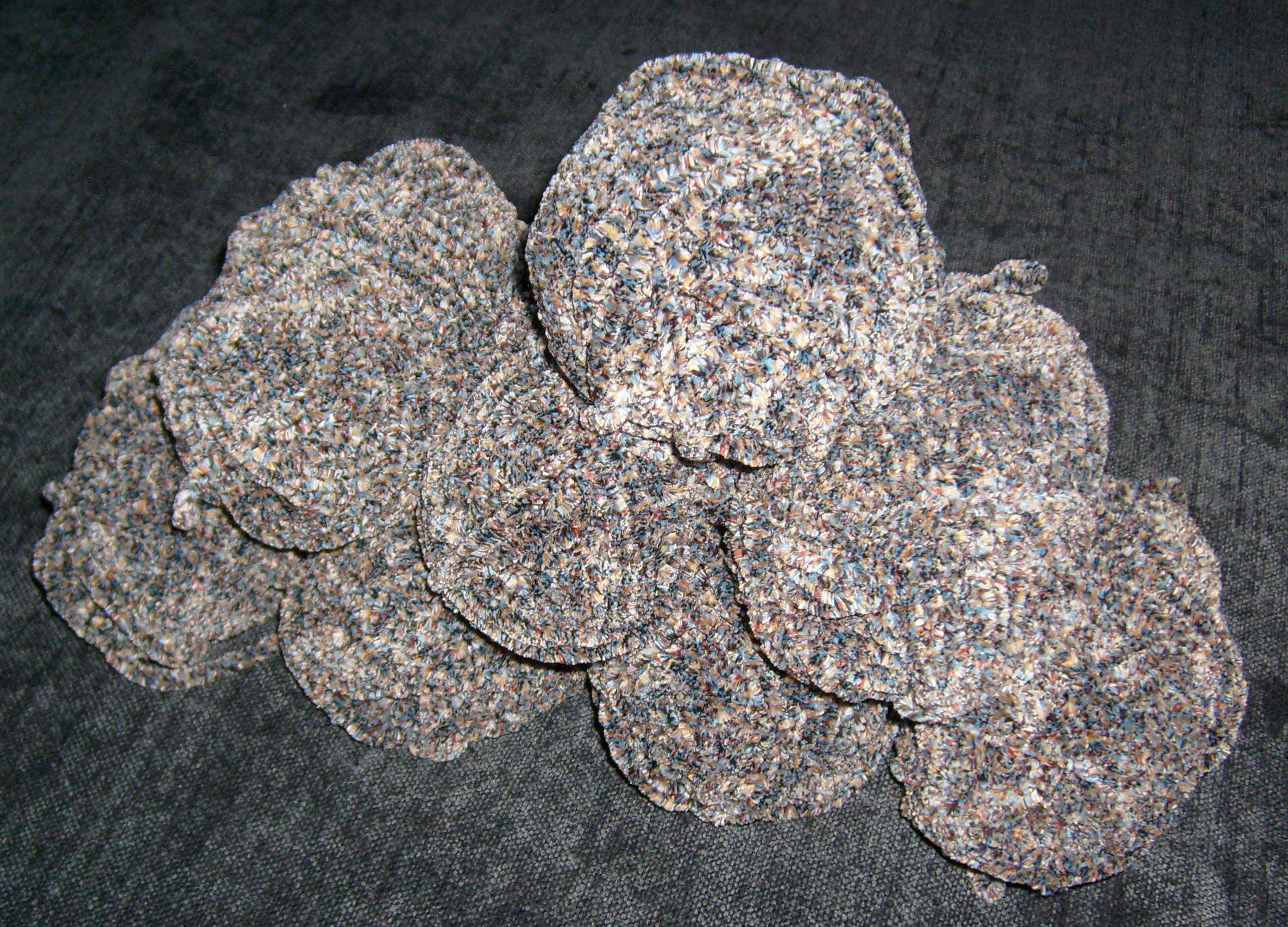
غزل الشنيل

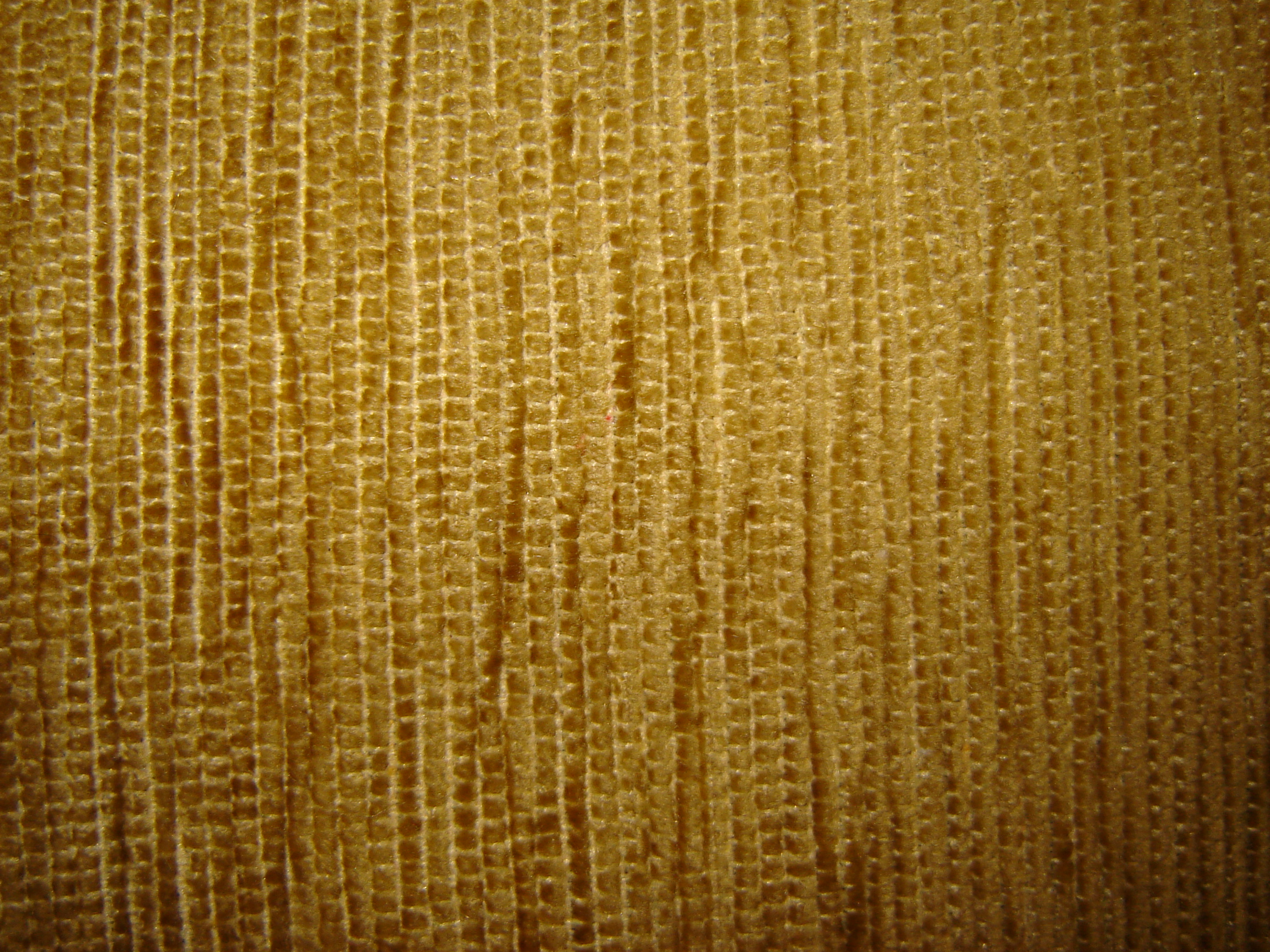
قماش الشنيل

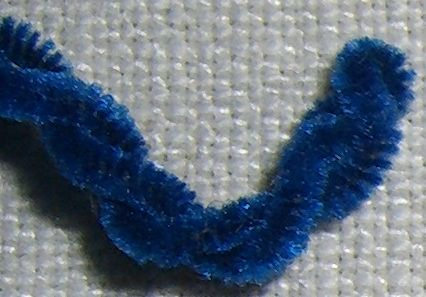
خيط الشنيل

الشَّنِيل نوع من الخيوط أو القماش المصنوع منها. الشنيل هي كلمة فرنسية تشير إلى اليرقة التي من المفترض أن يشبه خيوطها فروها.
وفقًا لمؤرخي النسيج ، فإن خيوط الغزل من نوع الشنيل هي اختراع حديث يرجع تاريخه إلى القرن الثامن عشر ويعتقد أنه نشأ في فرنسا. تضمنت التقنية الأصلية نسج نسيج لينون ثم تقطيعه إلى شرائط لصنع خيوط الشنيل.